# Кізя-Кудринецька
Кізя-Кудринецька — село в Україні, у Жванецькій сільській громаді Кам'янець-Подільського району Хмельницької області.

## Географія
Подільське село Кізя-Кудринецька розташоване в південно-західній частині України, за 20 кілометрів автодорогами від Кам’янця-Подільського. Через село тече річка Потік Кізя,

### Клімат
Кізя-Кудринецька знаходяться в межах вологого континентального клімату із теплим літом.

## Історія
Внаслідок поразки визвольних змагань на початку XX століття, село надовго окуповане російсько-більшовицькими загарбниками.
Радянська окупація принесла колективізацію та розкуркулення, селяни зазнали репресій.
В 1932–1933 селяни села пережили сталінський голодомор.
З 24 серпня 1991 року село входить до складу незалежної України.
8 вересня 2017 року шляхом об'єднання сільських рад, село увійшло до складу Жванецької сільської громади, до цього органом місцевого самоврядування була Слобідсько-Рихтівська сільська рада.

## Населення
Населення становить 168 осіб.

### Мова
У селі поширені західноподільська говірка та південноподільська говірка, що відносяться до подільського говору, який належить до південно-західного наріччя.

## Особистості
- Гермаківський Іван Григорович — перший секретар Кам'янець-Подільського міськкому Компартії України в 1988—1991 роках.
- Гермаківський Іван Михайлович — український журналіст, письменник.

## Охорона природи
Село лежить у межах національного природного парку «Подільські Товтри».